# Dražljevo
Dražljevo (cyr. Дражљево) – wieś w Bośni i Hercegowinie, w Republice Serbskiej, w gminie Gacko. W 2013 roku liczyła 32 mieszkańców.